# M114 155mm榴弾砲
M114 155mm榴弾砲（M114 155ミリりゅうだんほう、M114 155 mm howitzer）またはM1 155mm榴弾砲は、アメリカ合衆国製の榴弾砲である。

## 概要
アメリカ軍は、第一次世界大戦中にフランス製のシュナイダーM1917C 155mm榴弾砲をM1918 155mm榴弾砲として採用し、当初はその近代化改修のために砲架だけを新型にする予定であったが、後に砲本体も新規に設計することとなった。
この新型榴弾砲は、M1 155mm榴弾砲として1941年に制式採用され、米軍では第二次世界大戦や朝鮮戦争・ベトナム戦争において陸軍と海兵隊の双方がM2A1 105mm榴弾砲と共に歩兵師団の砲兵連隊に配備して運用した。
1962年にアメリカ陸軍の型式指定方法が変更され、新たにM114  155mm榴弾砲の型式名が与えられた。
後に米軍ではM198 155mm榴弾砲に更新されて退役したものの、多くが大戦中および大戦後に供与され、今なお各国で使用されているほか、韓国やイランなどでは延長された砲身とマズルブレーキを装着して射程を延長する近代化改修型が製造されている。

## 陸上自衛隊での運用
陸上自衛隊でも米軍供与品の155mm榴弾砲M1として野戦特科部隊が保有し、後にFH70に更新されて退役した。なお、国内においては、日本人の体格にあわせて改修が行われ、58式15榴として、少量が生産されている。

## 自走砲型
T64 155mm HMC
M5軽戦車の車体設計や走行装置を流用した車体にM1 155m榴弾砲を搭載した試作自走砲。1942年末～1943年初頭に1両のみ試作された。
M41 155mm HMC
前述のT64の試作後、M24軽戦車の車体を使用した方が良いと判断され、T64E1の名称で試作された後、M41として制式化され、朝鮮戦争で使用された。
M44 155mm自走榴弾砲
M41軽戦車の車体を元に、M114 155mm榴弾砲を車載用に改良したT97 155mm榴弾砲を搭載した自走砲で、T99の名称で試作された後、改良を経てM44 155mm自走榴弾砲として制式化され、搭載砲はM45 155mm榴弾砲として制式化された。

## 派生型
T-65 155mm榴弾砲
1970年代に台湾がM114をリバースエンジニアリングによってコピーし生産したモデルで、砲身長の変更などは行われていない。

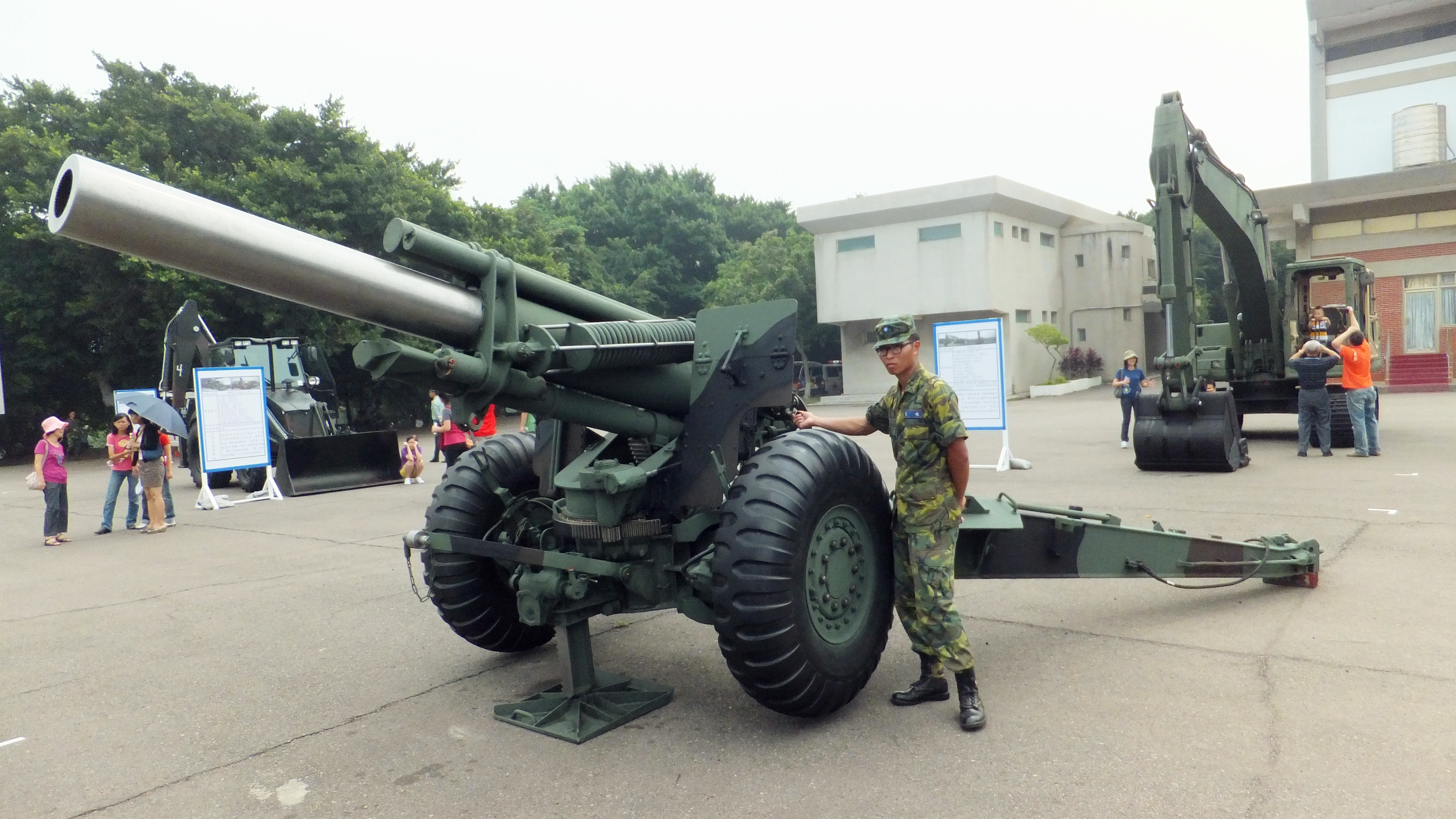
台湾陸軍のT-65 155mm榴弾砲（中国語版）

## 採用国
- 南北アメリカ
  - アルゼンチン[注釈 1]、ブラジル、チリ、エクアドル][注釈 2]、ウルグアイ[注釈 3]、ベネズエラ、カナダ、アメリカ合衆国
- ヨーロッパ・NATO加盟国
  - オーストリア、デンマーク、ギリシャ、ノルウェー、ポルトガル、トルコ、ユーゴスラビア、ボスニア・ヘルツェゴビナ
- 中東・北アフリカ
  - イラン、イラク、イスラエル、ヨルダン、レバノン、リビア、モロッコ[注釈 4]、サウジアラビア
- 東アジア・東南アジア
  - カンボジア、日本、韓国、フィリピン、シンガポール、中華民国（台湾）、タイ王国、ベトナム（旧南ベトナム）。

## 登場作品

### 映画
『ゴジラ』（1954年）
防衛隊が、京浜地区に出現したゴジラに対して使用する。
映像は、ミニチュアと実際の保安隊の演習を撮影したものが映されている。ミニチュアは実物と形状が異なり、資料不足であったものとみられる。

### ゲーム
『R.U.S.E.』
アメリカの榴弾砲として登場。
『CALL OF DUTY BLACK OPS COLD WAR』
キャンペーン
フラクチャー・ジョーにてアメリカ軍基地に登場
マルチプレイヤーでスコアストリーク『砲撃』として使用可能